# 1104

## Události
- pražským biskupem Heřmanem byla vysvěcena kaple sv. Benedikta, předchůdkyně baziliky svatého Prokopa při třebíčském klášteru

## Narození
- ? – Eufrosina Polocká, běloruská světice († 1167)

## Úmrtí
- Dukak z Damašku – seldžucký emír z Damašku (* 1095)
- Hildegarda Burgundská – gaskoňská a akvitánská vévodkyně (* 1056)

## Hlavy států
- České knížectví – Bořivoj II.
- Svatá říše římská – Jindřich IV.
- Papež – Paschalis II.
- Anglické království – Jindřich I. Anglický
- Francouzské království – Filip I.
- Polské knížectví – Zbyhněv + Boleslav III. Křivoústý
- Uherské království – Koloman
- Byzantská říše – Alexios I. Komnenos
- Jeruzalémské království – Balduin I.